# Villanova (Cassolnovo)
Villanova è una frazione del comune di Cassolnovo, in provincia di Pavia, distante 4,5 km dal capoluogo.

## Monumenti e luoghi di interesse
- Castello,[3] risalente al periodo visconteo-sforzesco.